# Лімнянська сільська рада
Лімнянська сільська рада — колишній орган місцевого самоврядування у Турківському районі Львівської області. Адміністративний центр — село Лімна.

## Загальні відомості
Лімнянська сільська рада утворена в 1939 році. Водоймища на території, підпорядкованій даній раді: річка Дністер.

## Населені пункти
Сільській раді підпорядковані населені пункти:
- с. Лімна
- с. Бережок
- с. Жукотин

## Склад ради
Рада складалася з 16 депутатів та голови.

### Керівний склад попередніх скликань
| ПІБ                         | Основні відомості                                                                          | Дата обрання | Дата звільнення |
| --------------------------- | ------------------------------------------------------------------------------------------ | ------------ | --------------- |
| Будз Степан Пантелеймонович | Сільський голова, 1967 року народження, освіта вища                                        | 26.03.2006   | 31.10.2010      |
| Будз Степан Пантелеймонович | Сільський голова, 1967 року народження, освіта вища, член політичної партії «Наша Україна» | 31.10.2010   |                 |

Примітка: таблиця складена за даними джерела